# Bataille d'Ettangi
La bataille d'Ettangi est une bataille qui a opposé les troupes du royaume d'Italie et turco-arabes les 18 et 19 juin 1913, à Ettangi en Cyrénaïque.
Une première tentative pour chasser les Turco-Arabes d'Ettangi, en vue de l'occupation de l'arrière-pays libyen, a lieu le 16 mai 1913, mais échoue et a d'importantes répercussions politiques.
Le 18 juin 1913, le général Tommaso Salsa décide de reprendre l'action à partir de Cyrène, avec la division du général Giulio Cesare Tassoni. Ce nouvel assaut permet aux Italiens d'atteindre Ettangi, que l'ennemi a entre-temps abandonné.

## Source de la traduction
- (it) Cet article est partiellement ou en totalité issu de l’article de Wikipédia en italien intitulé « Battaglia di Ettangi » (voir la liste des auteurs).

## Entrées connexes
- Campagne de Libye (1913-1921)